# Günther Lütjens
Johann Günther Lütjens (Wiesbaden, 25 maggio 1889 – Atlantico, 27 maggio 1941) è stato un ammiraglio tedesco, ufficiale nella Kriegsmarine durante la seconda guerra mondiale.
La sua carriera in Marina è durata più di 30 anni. È stato insignito dell'onorificenza della Cavaliere della Croce di Ferro (Ritterkreuz des Eisernen Kreuzes) durante la seconda guerra mondiale; questo riconoscimento, assegnato durante la guerra per azioni di estremo coraggio in battaglia o per funzioni di comando portate a termine con successo, gli venne assegnato per il suo operato durante l'Operazione Weserübung.
Lütjens entrò nella Kaiserliche Marine nel 1907 e, dopo l'addestramento militare di base, servì su una serie di torpediniere durante la prima guerra mondiale, inizialmente come ufficiale di guardia, successivamente come comandante di una torpediniera e capo di una flottiglia contro la Marine nationale francese e la Royal Navy britannica lungo la costa fiamminga.
Nel maggio del 1941, Lütjens a bordo della corazzata Bismarck fu al comando della forza tedesca formata da Bismarck e Prinz Eugen, durante l'operazione Rheinübung. Compito della Bismarck e dell'incrociatore pesante Prinz Eugen era di uscire dalla loro base nella Polonia occupata dai tedeschi e attaccare le rotte marittime mercantili britanniche nell'Oceano Atlantico. Primo grande impegno della squadra navale fu la battaglia dello stretto di Danimarca che si concluse con l'affondamento dell'HMS Hood; dopo questo successo la squadra tedesca si divise. Meno di una settimana dopo, il 27 maggio, Lütjens e la maggior parte dell'equipaggio della corazzata tedesca persero la vita durante l'ultima battaglia, a conclusione della cosiddetta caccia alla Bismarck.
La Bundeswehr della Repubblica Federale Tedesca lo ha onorato intitolandogli un cacciatorpediniere.

## Infanzia, educazione e inizio carriera
Johann Günther Lütjens nacque a Wiesbaden in Assia-Nassau, una provincia del Regno di Prussia, il 25 maggio 1889. Era il figlio del mercante Johannes Lütjens e sua moglie Luisa, nata Volz. Cresciuto a Friburgo, ottenne l'abitur al ginnasio Berthold a diciassette anni. Entrò nella Kaiserliche Marine come Seekadett il 3 aprile 1907 all'Accademia Navale Imperiale di Kiel, dove ricevette una formazione iniziale di fanteria. Trascorse il suo primo anno a bordo del SMS Freya (9 maggio 1907 - 1 aprile 1908) per la formazione pratica, svolgendo con essa la sua prima crociera del mondo, prima di frequentare un corso per ufficiali presso l'Accademia Navale di Mürwik. I suoi compagni lo soprannominarono Pee Ontgens, richiamando un personaggio del libro Das Meer di Bernhard Kellermann, uno dei suoi libri preferiti. Lütjens si laureò 20° di 160 cadetti dal suo corso "1907" (dalla classe di ingresso del 1907), e fu successivamente promosso a Fähnrich zur See (Guardiamarina) il 21 aprile 1908. A partire dal 1 aprile 1909, fu sottoposto ad addestramento di artiglieria navale presso la Scuola di Artiglieria Navale a Kiel-Wik e partecipò a un corso sull'uso dei siluri a bordo del SMS Württemberg il 1º luglio 1909.

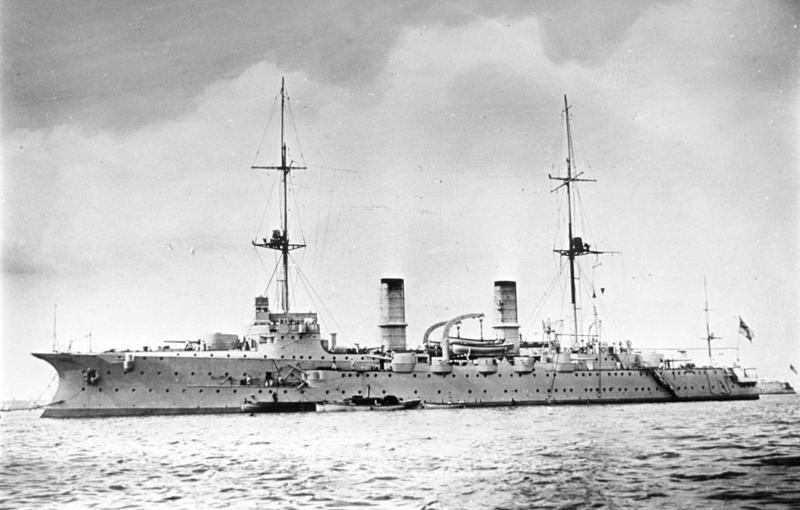
L'SMS Hansa

Lütjens frequentò un altro corso di fanteria con il 2° Seebataillon prima dell'imbarco sull'SMS Elsass il 1º ottobre 1909. Dopo la promozione come Leutnant zur See (Sottotenente) ottenuta il 28 settembre 1910, fu a bordo del SMS König Wilhelm (26 settembre 1910 - 1º aprile 1911), e quindi sull'SMS Hansa (1º aprile 1911 - 1º aprile 1913). Al termine fu assegnato nuovamente al König Wilhelm (1º aprile 1913 - 1º ottobre 1913), come istruttore di mozzi prima e come istruttore di cadetti poi. Il König Wilhelm era all'epoca una nave caserma di stanza a Kiel e utilizzata come nave scuola per i cadetti navali. Completò altre due crociere intorno al mondo sull'Hansa. A seguito di queste assegnazioni fu promosso al grado di Oberleutnant zur See (Sottotenente di vascello) il 27 settembre 1913.
Successivo incarico di Lütjens fu con la 4° Torpedobootflottille, dove fu impiegato come ufficiale di guardia. Il 1º ottobre 1913 è stato nominato ufficiale con il 1ª Torpedodivision, e imbarcato come ufficiale di guardia sulla torpediniera G-169 del 2° Torpedoboot-Halbflottille a partire dal 1º novembre. Il 24 dicembre 1913 tornò alla sua posizione con il 1ª Torpedodivision, prima di diventare un ufficiale di guardia sul G-172 del 2° Torpedoboot-Halbflottille il 15 marzo 1914.

## Prima guerra mondiale
Poco dopo lo scoppio della prima guerra mondiale, Lütjens fu trasferito all'Hafenflottille di stanza nel golfo di Jade il 1º agosto 1914, seguito a breve dal suo primo comando sulla torpediniera T-68 del 6° Torpedoboot-Halbflottille il 4 settembre 1914. Il 7 dicembre 1914 tornò al 1° Torpdedivsion, prima di frequentare un corso di sminamento, il 2 gennaio 1915. Dopo il completamento di questo corso fu di nuovo riassegnato al 1° Torpdedivsion dove assunse il comando della formazione di torpediniere T-21 il 16 gennaio. Ha servito in questa posizione fino al 14 marzo 1915, quando rientrò al 1° Torpdedivsion. Il 5 maggio 1915 fu trasferito alla Torpedobootflottille "Flandern", come comandante delle torpediniere A-5 e A-20. Fu nominato comandante della Halbflottille A nel 2° Torpedobootflottille "Flandern" nel febbraio del 1916, al tempo stesso imbarcato al comando della torpediniera A-40. Ha tenuto questa posizione fino alla fine della prima guerra mondiale, l'11 novembre 1918, quando tornò ad Anversa e Kiel.
Durante questo incarico Lütjens fu promosso a Kapitänleutnant il 24 maggio 1917. Come comandante delle torpediniere lungo la costa fiamminga, condusse il raid contro Dunkerque il 23 marzo 1917. Il 2 maggio 1917 entrò in combattimento con quattro torpediniere britanniche, e condusse cinque delle sue unità in azione contro quattro cacciatorpediniere francesi il 19 maggio 1917.
Per il suo servizio nella prima guerra mondiale, tra le altre decorazioni e premi, ricevette la Croce di Cavaliere dell'Ordine di Hohenzollern con spade e la Croce di Ferro di 2ª e 1ª classe.

## Periodo tra le due guerre
Dopo la guerra, ha lavorato come capo dell'Agenzia per il Trasporto Marittimo (Seetransportstelle) di Warnemünde (1º dicembre 1918 - 24 gennaio 1919 e 8 febbraio 1919 - 10 marzo 1919) e Lubecca (24 gennaio 1919 - 8 febbraio 1919 e l'8 luglio 1919 - 15 settembre 1919). In conseguenza del trattato di Versailles, firmato il 28 giugno 1919, la Marina tedesca fu ridimensionata a 15.000 uomini, tra cui 1.500 ufficiali, mentre la marina imperiale tedesca fu ribattezzata Reichsmarine nell'era della Repubblica di Weimar. Rientrò alla Marina tedesca riorganizzata con il grado di Comandante. Prestò servizio servito fino al 1925 nella 3. Torpedobootflottille, divenendone il suo ufficiale comandante.

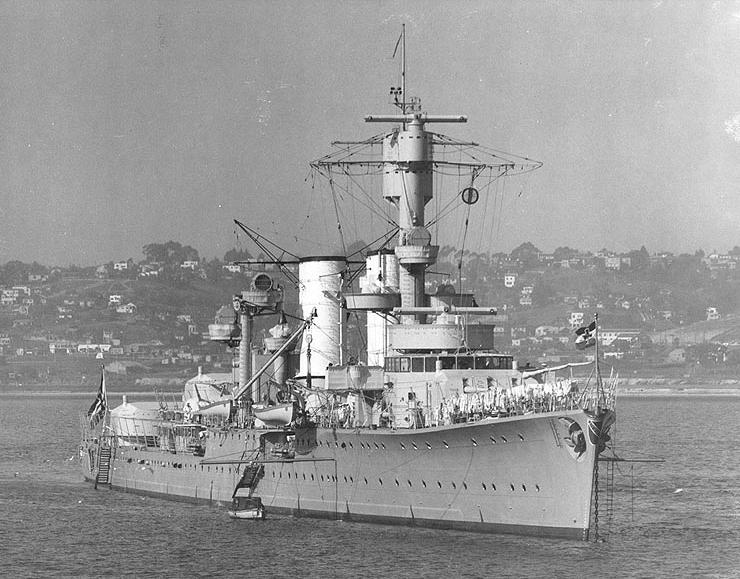
Incrociatore tedesco Karlsruhe al largo di San Diego, California nel 1934

Nel 1933, ricevette il comando del Karlsruhe. Freiherr Burkard von Müllenheim-Rechberg, l'ufficiale più anziano sopravvissuto all'ultima battaglia della Bismarck, era un allievo ufficiale sul Karlsruhe, al momento del comando di Lütjens. Nel giugno 1935, a Vigo, in Spagna, Lütjens conobbe Karl Dönitz, futuro comandante in capo della Kriegsmarine. In quel periodo, a Dönitz era stata affidata la ricostruzione della flotta di U-Boat, ma aveva trascorso l'estate in mare come comandante dell'Emden. Dopo l'arrivo in porto, s'incontrò con l'ammiraglio Erich Raeder. Raeder fu informato da Dönitz che: «Lütjens deve diventare il capo dell'Ufficio preposto al personale presso la sede centrale della Marina, con il compito di formare un corpo ufficiali per la nuova marina che stiamo per costruire.»
Nel 1936, Lütjens fu nominato a capo del personale della Kriegsmarine. Nel 1937, diventò Führer der Torpedoboote, con il Z1 Leberecht Maass come nave di bandiera, e la promozione a Contrammiraglio.
Nel novembre 1938, Lütjens fu uno dei tre ufficiali che protestarono, per iscritto, contro i pogrom anti-ebraici durante la Kristallnacht.

## Seconda Guerra Mondiale

### Operazione Weserübung
Allo scoppio della seconda guerra mondiale, Lütjens era comandante delle forze di ricognizione (Befehlshaber der Aufklärungsstreitkräfte). Nel mese di aprile del 1940, durante l'invasione della Danimarca e della Norvegia (Operazione Weserübung), passò al grado di vice ammiraglio, comandante delle forze di copertura distaccate nel Mare del Nord - comprendenti Scharnhorst e Gneisenau - e si trovò impegnato a combattere una battaglia inconcludente con l'incrociatore da battaglia HMS Renown. Nel giugno del 1940, fu nominato comandante delle navi da guerra e terzo Flottenchef (Comandante di Flotta) della Kriegsmarine durante la seconda guerra mondiale, una posizione paragonabile a quella britannica di Comandante in capo della Home Fleet.
Il suo predecessore, il Vizeadmiral Wilhelm Marschall, ebbe ripetute differenze di visione con l'Alto Comando tedesco, per il quale l'autonomia decisionale del Flottenchef avrebbe dovuto essere vincolata agli ordini durante le operazioni in mare. Operando da Scharnhorst e Gneisenau, Marschall aveva intercettato gli Alleati in ritirata dalla Norvegia e, ignorati gli ordini originali, attaccò le forze britanniche, affondando la portaerei Glorious e i suoi cacciatorpediniere di scorta Acasta e Ardent, ma anche incassando un siluro sullo Scharnhorst. Questa incapacità di seguire gli ordini ricevuti provocò la sostituzione di Marschall con Lütjens. Viste le motivazioni per le quali il primo Flottenchef era stato rimosso, Lütjens era determinato a seguire gli ordini alla lettera per evitare di subire la stessa sorte.

### Operazione Berlin

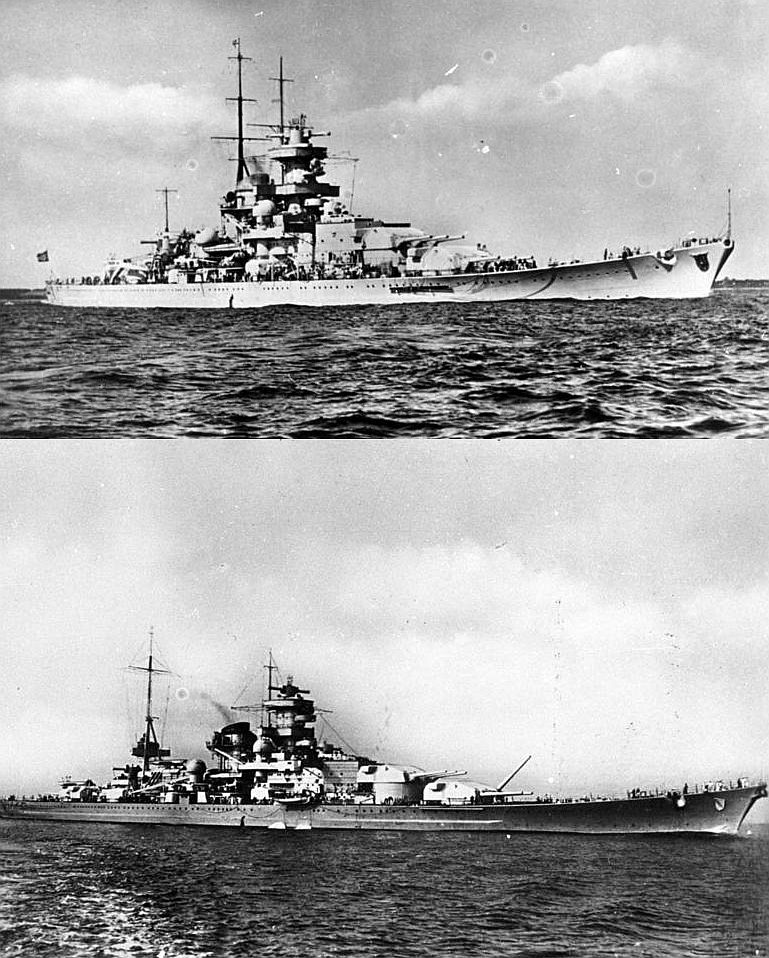
Gneisenau (in alto) e Scharnhorst

Il 28 dicembre del 1940, Scharnhorst e Gneisenau, su cui l'ammiraglio Lütjens aveva alzato la propria bandiera, lasciarono la Germania per un raid in Atlantico. Tuttavia, a causa del tempo avverso la forza tedesca dovette rientrare in porto: lo Gneisenau a Kiel e lo Scharnhorst a Gdynia.
Il 22 gennaio 1941 la missione fu ritentata. Ancora con Scharnhorst e Gneisenau, Lütjens scelse di passare tra l'Islanda e le isole Fær Øer. Il 28 gennaio le due unità furono intercettate dall'incrociatore HMS Naiad; il gruppo decise quindi di ritirarsi verso nord, fino a oltre 70°N. Il 30 gennaio fu fissato un incontro in mare aperto con la petroliera Adria e il gruppo tedesco rifornito di carburante, operazione che a causa del maltempo non fu completata fino al 2 febbraio. Quindi Lütjens diresse le navi verso lo Stretto di Danimarca, entrando indisturbato in Atlantico il 4 febbraio.
L'8 febbraio, le navi da guerra tedesche erano in vista del convoglio HX-106, composto da circa 41 navi, che navigava in direzione est da Halifax, Nuova Scozia a Liverpool, in Inghilterra, scortato dal HMS Ramillies, unità armata di otto eccellenti cannoni da 380 mm. Il capitano della Scharnhorst propose di ingaggiare la corazzata inglese, in modo che il Gneisenau potesse affondare le navi mercantili. Lütjens invece si attenne strettamente alla direttiva del Seekriegsleitung a non impegnarsi contro le maggiori unità nemiche. La presenza di Ramillies fu quindi sufficiente a scoraggiare l'attacco.
Dopo incontro tra l'Islanda e il Canada con le navi cisterna Esso Hamburg e Schlettstadt il 15 febbraio, il gruppo tedesco, il 22 febbraio, a 500 miglia nautiche a est di Terranova affondò cinque navi (circa 25.700 tonnellate) del convoglio HX-111 diretto a ovest, che navigava senza scorta verso i porti americani.
Il gruppo dell'ammiraglio Lütjens fece poi rotta verso le coste dell'Africa occidentale, e avvistò il 7 marzo, al largo di Freetown, il convoglio SL-67, scortato dal Malaya. Ancora una volta, l'ammiraglio Lütjens decise di non attaccare il convoglio a causa della presenza della corazzata britannica.
Con le navi appoggio Uckermark e Ermland (precedentemente denominata Altmark), Gneisenau e Scharnhorst fecero rotta in direzione ovest verso il Nord Atlantico. Il 15 marzo, diverse navi cisterna furono avvistate senza scorta. Tre navi cisterna furono catturate, e sei affondate, e altre dieci navi furono affondate il 16 marzo.
Avvistato dal Rodney impegnato nella scorta del convoglio HX-114, il gruppo dell'ammiraglio Lütjens fu inseguito dalla Home Fleet sulla via del rientro in Germania per lo Stretto di Danimarca, portandolo a dirigersi verso Brest. Avvistato da un aereo decollato dall'HMS Ark Royal, il 20 marzo, Lütjens riuscì a eludere le navi da guerra inglesi e raggiunse Brest il 22 marzo. L'operazione era durata esattamente due mesi, per un viaggio di 17.800 nmi (20.500 km, 33 000 chilometri). In 59 giorni fu un record per le navi da guerra tedesche. Anche se 22 navi erano state affondate dalla incrociatori da battaglia Gneisenau e Scharnhorst, l'ammiraglio Lütjens era pienamente consapevole che l'attacco dei convogli diretti a oriente, che trasportavano sia truppe che armamento pesante, seppure spesso scortati da corazzate vecchie e lente, avrebbe dovuto essere condotto da navi da guerra più potenti come Bismarck o Tirpitz o anche entrambi, accompagnando Scharnhorst e Gneisenau. Ma il 6 aprile, il pilota inglese Kenneth Campbell riuscì a silurare lo Gneisenau, mettendo l'unità fuori causa per diversi mesi, come anche la Tirpitz, che non era ancora completata.

### Operazione Rheinübung

#### Il piano

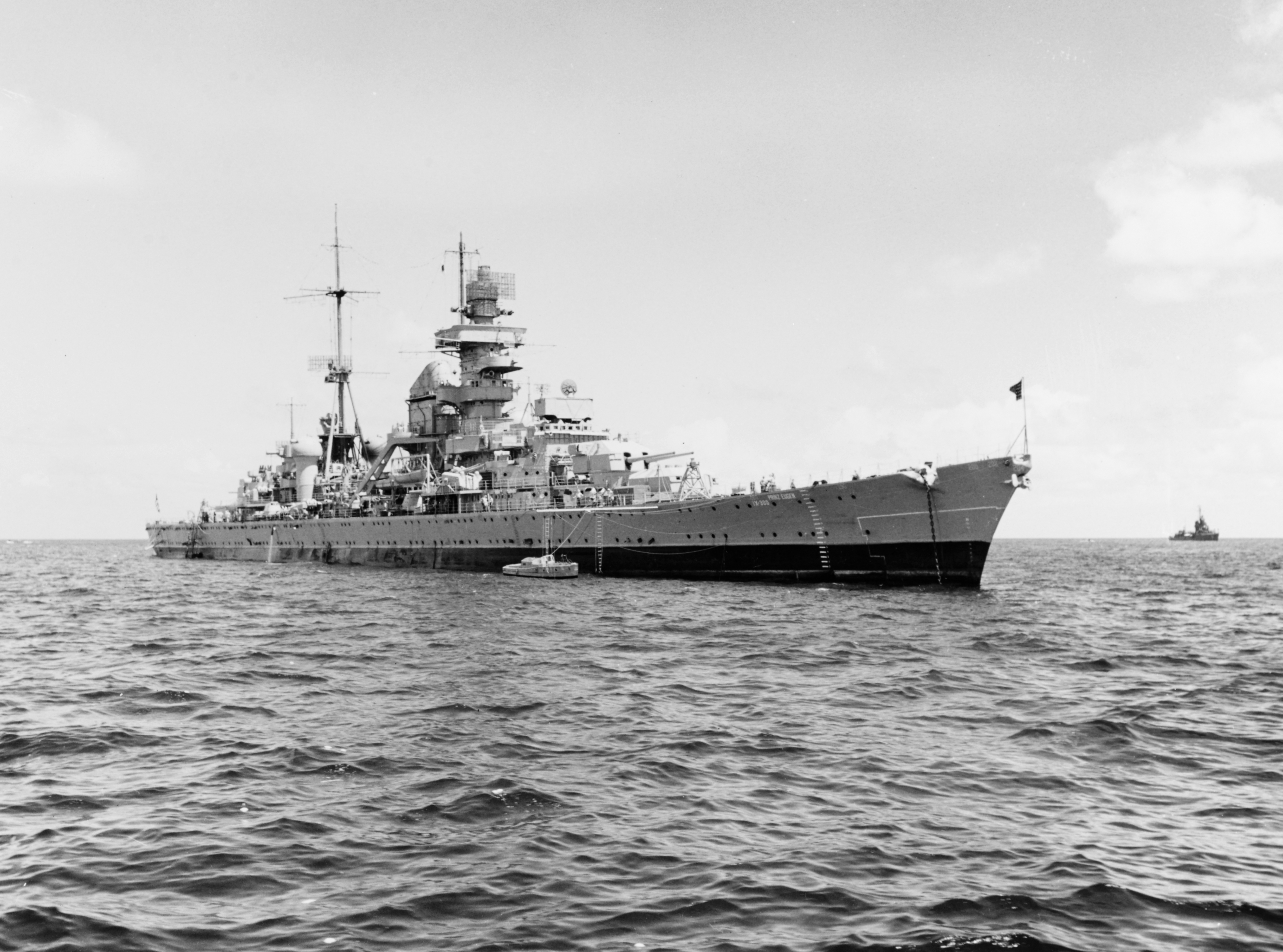
l'incrociatore pesante Prinz Eugen nel 1946

I piani preparati per l'operazione Rheinübung, prevedevano tutte e quattro tra le corazzate e gli incrociatori da battaglia più moderni (Bismarck e Tirpitz, Scharnhorst e Gneisenau) impiegati in un raid in Atlantico. Per vari motivi, Tirpitz e i due incrociatori da battaglia non poterono essere resi operativi nei tempi previsti per l'operazione, quindi si procedette solo con Bismarck e l'incrociatore pesante Prinz Eugen. Le direttive operative erano state preparate dal Marinegruppenkommando West, sotto il comando del Generaladmiral Alfred Saalwächter e Marinegruppenkommando Ost, sotto il comando del Generaladmiral Rolf Carls.
L'8 aprile 1941 Lütjens incontrò l'ammiraglio Dönitz a Parigi. Dönitz fece la seguente valutazione del piano:
1. gli U-Boot avrebbero proseguito come al solito nella loro posizione abituale.
2. se mentre le navi di superficie erano in mare fosse sorta qualsiasi opportunità per l'azione congiunta con gli U-Boot, avrebbe dovuto essere fatto ogni sforzo per sfruttarla appieno. A questo scopo un delegato esperto in U-Boot avrebbe dovuto essere nominato per collaborare sulla Bismarck.
3. Sulla frequenza radio utilizzata dagli U-Boot, l'ammiraglio della flotta avrebbe dovuto essere tenuto costantemente informato delle posizioni delle unità e delle intenzioni del Comando U-Boot.»
(Karl Dönitz)
Lütjens si recò a Berlino il 26 aprile 1941 per incontrare il Comandante in Capo della Kriegsmarine Erich Raeder e per firmare per l'Operazione Rheinübung. Per l'ultima volta Lütjens cercò di cambiare le idee di Raeder, senza successo.
Raeder gli consigliò di agire ponderando e con attenzione senza prendere un rischio troppo elevato.
Subito dopo l'incontro, disse addio a un amico dell'alto comando, forse presagendo che non sarebbe tornato da questa missione, data la superiorità delle forze britanniche.

#### L'avvio
Nelle prime ore del 19 maggio 1941, Bismarck e Prinz Eugen lasciarono Gotenhafen e procedettero attraverso il Mar Baltico verso l'Atlantico. All'insaputa di Lütjens, gli inglesi avevano intercettato abbastanza comunicazioni da suggerire che un'operazione navale tedesca avrebbe potuto verificarsi nella zona, e avevano già inviato gli incrociatori pesanti Norfolk e Suffolk per monitorare lo stretto. Quando l'incrociatore svedese Gotland avvistò le due navi tedesche, il 20 maggio, la notizia fu subito trasmessa alle forze alleate tramite i servizi d'intelligence fino all'Ammiragliato britannico.
Il 21 maggio, Lütjens ordinò una sosta in un fiordo vicino a Bergen. Mentre il Prinz Eugen fu rifornito di carburante, Lütjens per qualche motivo rifiutò di rifornire anche la Bismarck. Questo nonostante che la nave non avesse lasciato il porto con i serbatoi pieni e avesse speso 1/9 del suo carburante rimanente per arrivare a Bergen. Lütjens sapeva comunque che la petroliera tedesca Weissenberg lo aspettava nella regione artica, a un ulteriore giorno di distanza, ma lontano da occhi indiscreti alleati. A questo punto, l'Ammiragliato britannico, interessato dalla relazione svedese circa la presenza di due grandi navi da guerra tedesche nello stretto, aveva inviato aerei da ricognizione per la scansione della zona. Quando uno di questi aerei individuò le due navi tedesche in rifornimento vicino a Bergen, fu immediatamente inviata una task force composta dall'incrociatore da battaglia Hood e dalla corazzata Prince of Wales per intercettarle.
Quando un'ulteriore ricognizione aerea rivelò che la Bismarck aveva lasciato Bergen il 22 maggio, il comando britannico fece salpare la Home Fleet, guidata dalla corazzata King George V. Tuttavia, Lütjens rimase ignaro dei movimenti inglesi fino al 23 maggio, quando le sue navi incrociarono le Norfolk e Suffolk. Anche se furono scambiate alcune salve, queste non provocarono gravi danni da entrambi i lati e gli incrociatori britannici si ritirarono in fretta, restando comunque in campo radar e continuando a pedinare le navi tedesche. Il fuoco delle armi pesanti del Bismarck causò qualche danno al suo stesso radar di ricerca, pertanto Lütjens ordinò al Prinz Eugen di disporsi alla testa della formazione.
Lütjens non ebbe il tempo per cercare il modo di scuotersi di dosso gli inseguitori che, nelle prime ore del 24 maggio 1941, gli idrofoni del Prinz Eugen individuarono due grandi navi in avvicinamento: Hood e Prince of Wales lo avevano intercettato.

#### Battaglia dello stretto di Danimarca

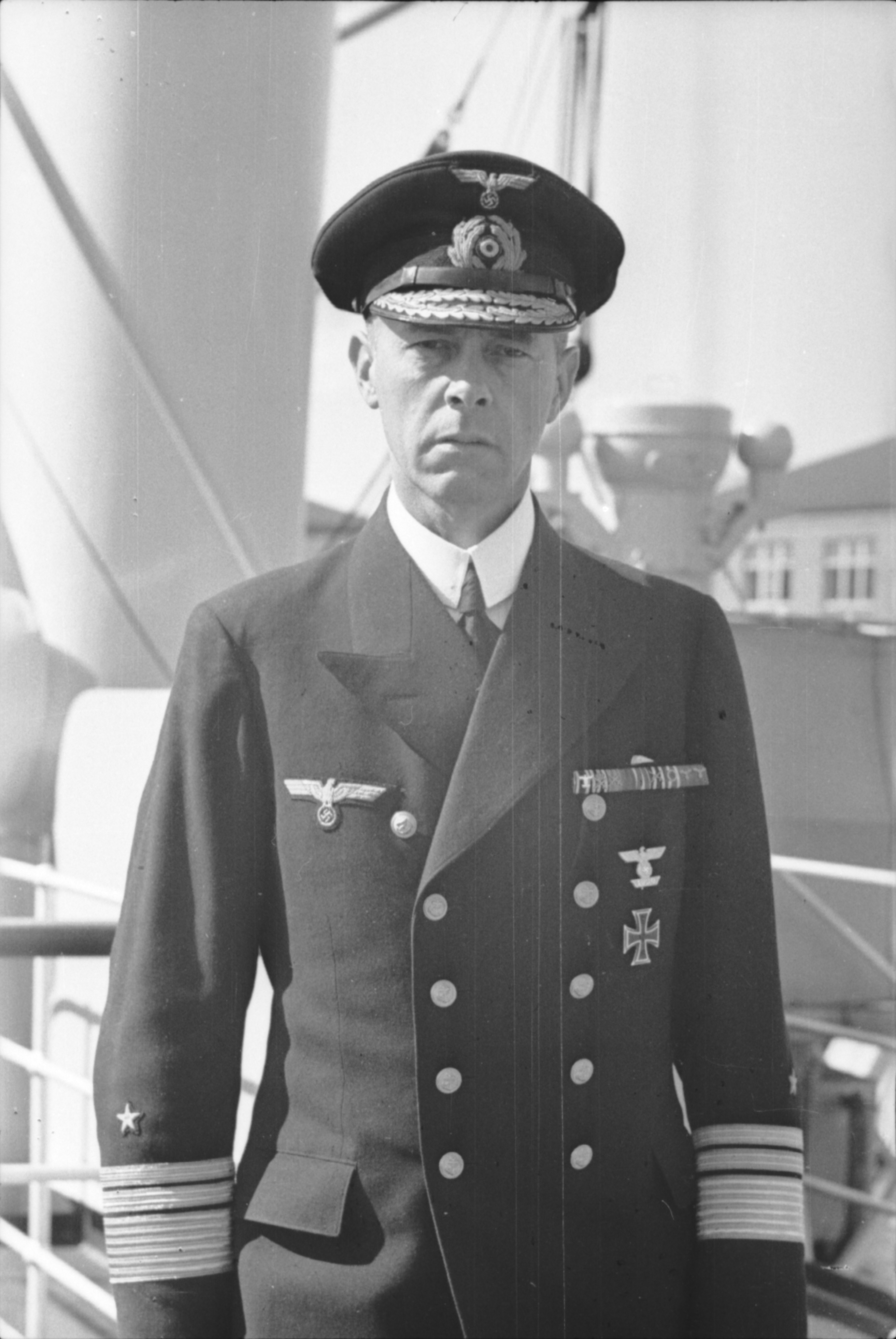
Vice Ammiraglio Lütjens nell'aprile del 1940

Il primo istinto di Lütjens fu di tentare di sfuggire alle navi britanniche, obbedendo scrupolosamente agli ordini di "evitare scontri con forze uguali o superiori a meno che non fosse costretto dal nemico". Questo si rafforzò quando la nave britannica fu identificata come l'Hood, orgoglio della marina britannica e senza dubbio la nave più temuta al mondo in quel momento. Anche dopo che l'Hood aveva cominciato a sparare sulle due navi ed era divenuto evidente che uno scontro era inevitabile, Lütjens dapprima si rifiutò di ordinare alle sue navi di rispondere al fuoco, con grande agitazione del capitano Ernst Lindemann, che si dice abbia discusso animatamente con Lütjens su come procedere, e dopo diverse richieste da parte del primo ufficiale di artiglieria Adalbert Schneider, sbottò, "Non permetterò che la mia nave venga distrutta da sotto il mio culo, aprite il fuoco!". Infine, l'ordine di rispondere al fuoco fu dato, anche se non può essere confermato che l'ordine sia stato dato da Lütjens, o da un Lindemann impaziente.
Durante la breve battaglia che seguì, l'Hood esplose e affondò, uccidendo tutti tranne tre uomini del suo equipaggio, dopo che uno dei primi colpi a segno dalla Bismarck penetrò una riservetta di poppa. La Bismarck fu colpita alla prua, trapassata alla linea di galleggiamento, causando una perdita nel serbatoio del carburante di prua. Il Prince of Wales subito dopo incassò sette colpi dalle navi tedesche e, con il ponte gravemente danneggiato e la maggior parte dei suoi cannoni malfunzionanti, fu costretto a ritirarsi. Finita la battaglia, Lütjens ancora una volta tenne fede agli ordini ricevuti, ignorando l'idea di Lindemann di inseguire il Prince of Wales e "finirlo", permettendo alla nave britannica di fuggire.

#### La ricerca da parte dei britannici
Dopo aver valutato la quantità di carburante rimasto alla Bismarck e stimata la sua capacità operativa (la nave non aveva completato il rifornimento in Norvegia) Lütjens ordinò alla Prinz Eugen di avviare i raid contro le rotte commerciali inglesi da sola, mentre la Bismarck si diresse verso St. Nazaire. Per impedire agli inglesi di rilevare lo sganciamento del Prinz Eugen, Lütjens diresse la sua unità a vapore direttamente verso Norfolk e Suffolk, costringendoli a ritirarsi ancora una volta, mentre la Prinz Eugen sfruttava il diversivo per fuggire fuori dalla portata del radar britannico.
Alla luce di questi sviluppi, Lütjens si rivolse così all'equipaggio:
Il 25 maggio, la Bismarck fu in grado di eludere gli inglesi per quasi quattro ore dopo che Lütjens, approfittando del movimento a zig-zag dei suoi inseguitori, eseguì una virata di 270° in senso orario alle loro spalle. L'equipaggio della Bismarck non si rese conto che la manovra ebbe successo, perché potevano solo rilevare i radar inglesi, non misurarne la forza dei segnali. Ignaro del fatto che i suoi inseguitori inglesi (ormai uniti alla Home Fleet) l'avessero "perso", e nonostante le ormai solite obiezioni del capitano Lindemann, Lütjens - cercando ancora di seguire i suoi ordini alla lettera - non si preoccupò nel rompere il silenzio radio per trasmettere un messaggio di 30 minuti per i suoi superiori. Questo fu intercettato dagli inglesi, che furono in grado di triangolarne la rotta approssimativa. Tuttavia, a causa di un errore nel tracciamento del punto, le navi inglesi proseguirono a virare troppo a nord, permettendo alla Bismarck ancora una volta di sfuggire per tutta la notte.
Un aereo da ricognizione inglese avvistò la Bismarck nelle prime ore del mattino del 26 maggio, seguendo la sua perdita di carburante. A questo punto, la Home Fleet e la Norfolk che inseguivano da nord furono raggiunti dalla Rodney, mentre la Forza H con l'incrociatore leggero Dorsetshire avvicinarono da sud, e l'incrociatore leggero Edinburgh da ovest. La bassa velocità della Bismarck e la rotta sud-est che l'allontanava dai suoi inseguitori noti rese molto più facile per i nuovi aggressori da sud recuperare il ritardo.
Al tramonto del 26 maggio, gli aerosiluranti Swordfish dalla Ark Royal sferrarono l'attacco. Anche se gran parte dei danni furono superficiali, un siluro inceppò i timoni della Bismarck in posizione di virata verso sinistra, rendendola in gran parte non più manovrabile. Furono mandati in ricognizione i subacquei, ma non poterono riparare il danno a causa del mare troppo mosso. L'equipaggio era ancora in grado di guidare un minimo la Bismarck, regolando la velocità di rotazione delle sue eliche, ma ciò ridusse la velocità massima della nave a 7 kn (13 km/h) e praticamente la costrinse a girare in circolo. Per tutta la notte fu il bersaglio di incessanti attacchi di siluri da parte delle torpediniere inglesi Cossack, Sikh, Maori, Zulu, con la polacca Piorun.
Lütjens riconobbe la gravità della situazione. Alle 23:58 del 26 maggio, Lütjens trasmise al West Group, il quartier generale navale:
Hitler rispose alle 01:53 del 27 maggio:

#### La morte
La mattina del 27 maggio 1941, durante la quale ebbe luogo la battaglia finale della Bismarck, Lütjens inviò una richiesta di appoggio degli U-Boat perché raccogliessero il diario di guerra della Bismarck. In questa ultima trasmissione, Lütjens incluse: «La nave non può più manovrare. Combattiamo fino all'ultima granata. Viva il Führer».
L'allarme della Bismarck suonò per l'ultima volta alle 08:00 la mattina del 27 maggio 1941. La Norfolk avvistò la Bismarck alle 08:15, con la corazzata Rodney che aprì il fuoco sulla Bismarck alle 08:48. Quest'ultima rispose al fuoco alle 08:49. Nella battaglia finale furono anche coinvolti la corazzata HMS King George V e gli incrociatori Norfolk e Dorsetshire. Gli aerosiluranti non parteciparono allo scontro. La direzione di tiro anteriore della Bismarck fu colpita a 08:53 ed entrambe le torrette di prua furono messe fuori combattimento alle 09:02. La direzione di tiro di poppa fu distrutta alle 09:18 e la torretta Dora disattivata alle 09:24. Ricevette ulteriori colpi pesanti alle 09:40, innescando un incendio a centro nave e la torretta Cesare andò fuori uso dopo un colpo alle 09:50. Tutte le armi tacquero alle 10:00. A corto di carburante, Rodney e King George V dovettero disimpegnarsi prima dell'affondamento della Bismarck. I tedeschi si stavano preparando ad autoaffondare la nave, quando tre siluri sparati dal Dorsetshire colpirono il lato corazzato della nave. La Bismarck affondò alle 10:36 nella posizione 48 ° 10'N 16 ° 12'W, circa 300 nmi (560 km) ad ovest di Ouessant.
L'incrociatore Dorsetshire recuperò 85 uomini, con il cacciatorpediniere Maori che ne salvò 25. Altri cinque marinai furono salvati dal sommergibile tedesco U-74, sotto il comando del capitano tenente Eitel-Friedrich Kentrat e dalla nave meteorologica Sachsenwald.
Il Befehlshaber der U-Boote (Comandante in Capo degli U-Boot) Karl Dönitz aveva ordinato al sommergibile U-556, al comando del capitano tenente Herbert Wohlfarth, di raccogliere il diario di guerra della Bismarck. Ma senza più siluri e con poco carburante, Wohlfarth chiese che l'ordine fosse trasferito all'U-74. Questo non riuscì a raggiungere la Bismarck in tempo e il diario di guerra non fu mai recuperato.
Lütjens fu tra coloro che persero la vita, probabilmente ucciso quando una salva da 356 mm sparata dalla King George V distrusse il ponte, uccidendo molti ufficiali superiori.

## Vita personale
Lütjens sposò Margarete Backenköhler, figlia del Geheimen Sanitätsrat Dr. Gerhard Backenköhler, nell'estate del 1929. Margarete all'epoca aveva 27 anni ed era la sorella di Otto Backenköhler, successivamente a capo dello staff di Lütjens col grado di ammiraglio, presso il Comando di Flotta (24 ottobre 1939-31 luglio 1940).
Un anno dopo il matrimonio nacque il loro primo figlio, Gerhard, nato il 31 agosto 1930 a Swinemünde. Seguirono un secondo figlio, Günther, dal nome di suo padre, nato il 28 agosto 1932 a Berlino, e una figlia, Annemarie, nata il 27 agosto del 1939, poco prima dello scoppio della seconda guerra mondiale. Meno di un mese dopo la morte di Lütjens sua moglie Margarete diede alla luce il loro quarto figlio, Pietro.
Margarete era considerata "non ariana", secondo le leggi di Norimberga.

## Citazioni
Nel film del 1960, Affondate la Bismarck!, Lütjens è interpretato da Karel Štěpánek come egoista, troppo sicuro di sé e appassionato nazista. In realtà Lütjens era pessimista sulle possibilità di successo della missione della Bismarck. Inoltre non era d'accordo con la politica nazista. Fu uno dei pochi ufficiali che si rifiutarono di fare il saluto nazista quando Hitler visitò la Bismarck prima della sua unica missione, usando deliberatamente il tradizionale saluto navale. Lütjens aveva anche indossato per scelta la daga della Kaiserliche Marine, piuttosto che il più moderno pugnale Kriegsmarine, che recava una croce uncinata.
Tuttavia Lutjens risultava un ufficiale dai sentimenti di ghiaccio. L'equipaggio della Bismarck nutriva una rilevante antipatia nei suoi confronti: i marinai superstiti (intervistati da James Cameron per il suo film-documentario sul relitto) ricordavano l'ammiraglio come un tipo freddo, che ordinava e basta senza mai né parlare di altro né accettare obiezioni; inoltre la sua costante espressione facciale gli aveva fatto guadagnare il soprannome di "Maschera di ferro", tutto il contrario del comandante Lindemann, identificato come un comandante giusto.

## Sintesi della carriera

### Comandi rilevanti
| 16 settembre 1934 - 23 settembre 1935: | Comandante dell'incrociatore leggero Karlsruhe                                               |
| 24 settembre 1935 - 15 marzo 1936:     | Capo di Stato Maggiore della Marina - Gruppo Nord a Wilhelmshaven                            |
| 16 mar 1936 - dal 7 ottobre 1937:      | Capo del personale presso la sede centrale della Marina (Marinepersonalamt - MPA) di Berlino |
| 8 ottobre 1937 - 20 ottobre 1939:      | Comandante di torpediniere (Führer der Torpedoboote - FdT)                                   |
| 21 ottobre 1939 -?? aprile 1940:       | Comandante delle forze di ricognizione (Befehlshaber der Aufklärungsstreitkräfte - BdA)      |
| 11 marzo 1940 - 23 aprile 1940:        | Vice Capo della Flotta (Flottenchef IV)                                                      |
| 18 giugno 1940 - 7 luglio 1940:        | Vice Capo della Flotta (Flottenchef IV)                                                      |
| 8 luglio 1940 - 27 maggio 1941:        | Capo della Flotta (Flottenchef)                                                              |

### Promozioni
| 3 aprile 1907:     | Seekadett            |
| 21 aprile 1908:    | Fähnrich zur See     |
| 28 settembre 1910: | Leutnant zur See     |
| 27 settembre 1913: | Oberleutnant zur See |
| 24 maggio 1917:    | Kapitänleutnant      |
| 1º aprile 1926:    | Korvettenkapitän     |
| 1º ottobre 1931:   | Fregattenkapitän     |
| 1º luglio 1933:    | Kapitän zur See      |
| 1º ottobre 1937:   | Konteradmiral        |
| 1º gennaio 1940:   | Vizeadmiral          |
| 1º settembre 1940: | Admiral              |

Documenti
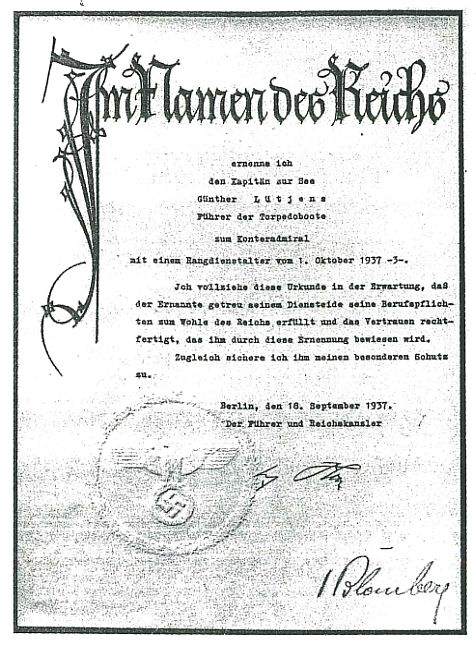
Promozione a Konteradmiral.
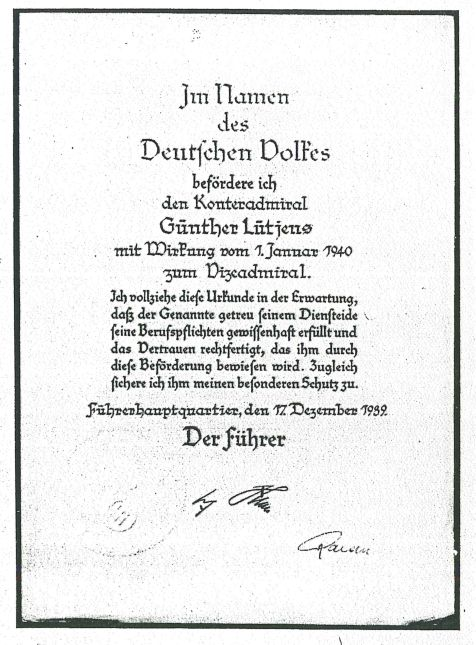
Promozione a Vizeadmiral.
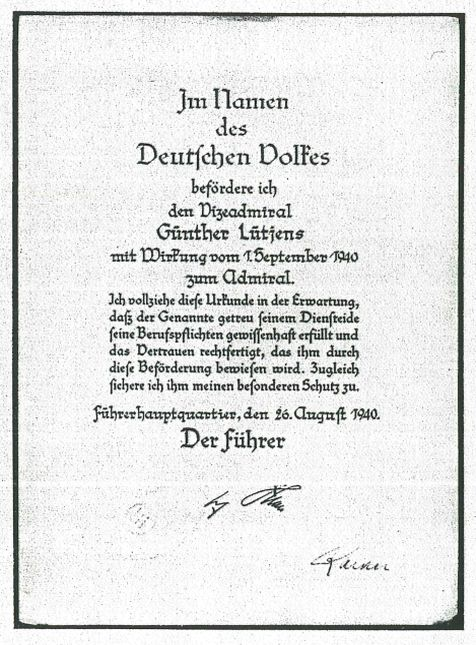
Promozione ad Admiral.
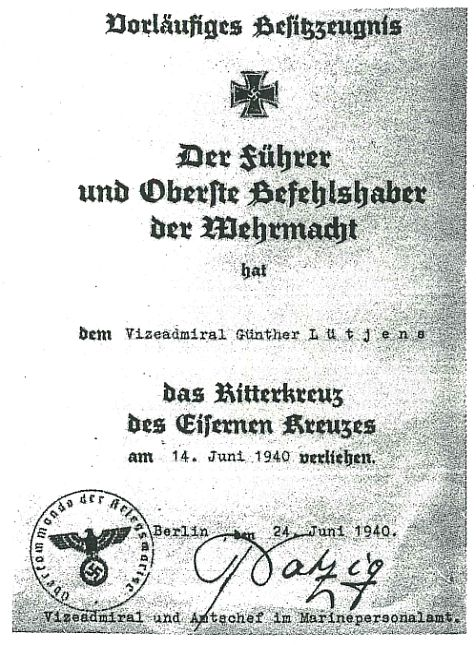
Certificato di attribuzione del titolo di Cavaliere della Croce di Ferro.
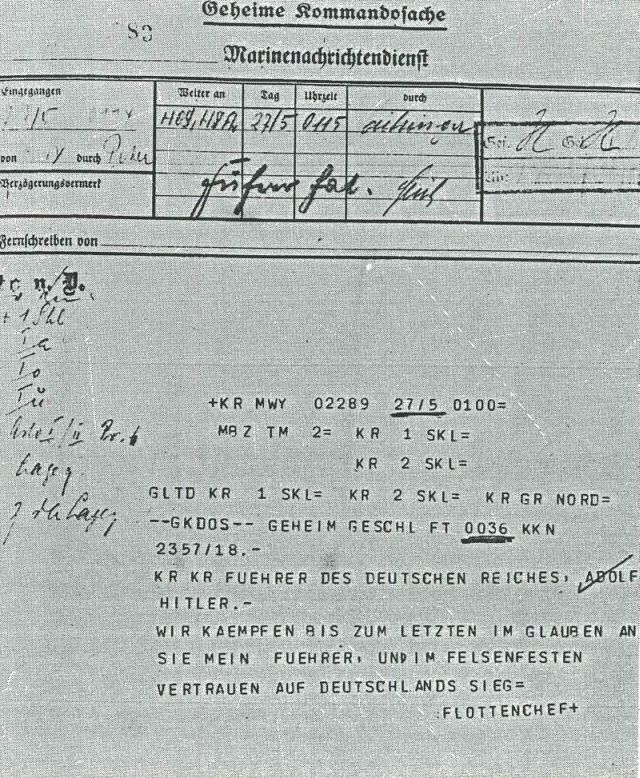
L'ultimo messaggio inviato a Hitler.

### Testi a stampa
- (DE) Reinhard Stumpf, Die Wehrmacht-Elite. Rang- und Herkunftsstruktur der deutschen Generale und Admirale 1933-1945, Harald Boldt Verlag, 1982, ISBN 978-3-7646-1815-5.
- (EN) Karl Dönitz, Ten Years and Twenty Days, New York, Da Capo Press, 1997, ISBN 0-306-80764-5.
- (EN) Robert Ballard, The discovery of the Bismarck, Hodder & Stoughton Ltd, 1990, ISBN 0-340-52976-8.
- (DE) Manfred Dörr, Die Ritterkreuzträger der Überwasserstreitkräfte der Kriegsmarine - Band 2: L-Z, Osnabrück, Biblio Verlag, 1996, ISBN 3-7648-2497-2.
- (DE) Walther-Peer Fellgiebel, Die Träger des Ritterkreuzes des Eisernen Kreuzes 1939-1945, Friedburg, Podzun-Pallas, 2000, ISBN 3-7909-0284-5.
- (DE) Malte Gaack; Ward Carr, Schlachtschiff Bismarck - Das wahre Gesicht eines Schiffes - Teil 3, Norderstedt, BoD - Books on Demand GmbH, 2011, ISBN 978-3-8448-0179-8.
- (DE) Hans H. Hildebrand; Albert Röhr; Hans-Otto Steinmetz, Die Deutschen Kriegsschiffe. Biographien - ein Spiegel der Marinegeschichte von 1815 bis zur Gegenwart. (10 Bände), Mundus Verlag, 1990.
- Robert Jackson, The Bismarck, Londra, Weapons of War, 2002, ISBN 1-86227-173-9.
- (DE) Freiherr Burkard von Müllenheim-Rechberg, Schlachtschiff Bismarck 1940/41 - Der Bericht eines Überlebenden, Ullstein, 1980, ISBN 3-550-07925-7.
- (DE) Clemens Range, Die Ritterkreuzträger der Kriegsmarine, Stuttgart, Motorbuch Verlag, 1974, ISBN 3-87943-355-0.
- (DE) Veit Scherzer, Die Ritterkreuzträger 1939 - 1945 Die Inhaber des Ritterkreuzes des Eisernen Kreuzes 1939 von Heer, Luftwaffe, Kriegsmarine, Waffen-SS, Volkssturm sowie mit Deutschland verbündeter Streitkräfte nach den Unterlagen des Bundesarchives, Jena, Scherzers Militaer-Verlag, 2007, ISBN 978-3-938845-17-2.
- (DE) Gerd R. Ueberschär, Hitlers militärische Elite, a cura di Gerhard Hümmelchen, Primus Verlag, 2011, ISBN 978-3-89678-727-9.
- (DE) Gerhard Von Seemen, Die Ritterkreuzträger 1939–1945: die Ritterkreuzträger sämtlicher Wehrmachtteile, Brillanten, Schwerter und Eichenlaubträger in der Reihenfolge der Verleihung: Anhang mit Verleihungsbestimmungen und weiteren Angaben, Friedberg, Podzun-Verlag, 1976, ISBN 3-7909-0051-6.
- (DE) Die Wehrmachtberichte 1939 - 1945 Band 1, 1. September 1939 bis 31. Dezember 1941, München, Deutscher Taschenbuch Verlag GmbH & Co. KG, 1985, ISBN 3-423-05944-3.
- (DE) Heinz Ciupa, Die deutschen Kriegsschiffe, Erich Pabel Verlag, 1979.

### Web
- (EN) Bismarck - Portrait of the Men Involved, su bismarck-class.dk. URL consultato il 10 giugno 2013 (archiviato dall'url originale il 25 marzo 2009).
- (EN) Scharnhorst - The History, su scharnhorst-class.dk. URL consultato l'11 giugno 2013 (archiviato dall'url originale il 19 luglio 2019).